# Gonomyia (Gonomyia) superba
Gonomyia (Gonomyia) superba is een tweevleugelige uit de familie steltmuggen (Limoniidae). De soort komt voor in het Palearctisch gebied.